# Marcus Högström
Marcus Högström, född 20 mars 1989 i Sveg, är en svensk professionell ishockeyspelare (back) som spelar för Djurgårdens IF i Hockeyallsvenskan. Hans moderklubb är Svegs IK.